# Culture de Cernavodă
La culture de Cernavodă est une culture archéologique du Néolithique moyen, qui s'est développée entre 4000 et 3200 av. J.-C. dans la partie littorale de l'Ukraine occidentale (Yedisan, Boudjak), de la Roumanie (Dobroudja), et de la Bulgarie.

## Historique
Cette culture porte le nom de la ville de Cernavodă, proche du premier site archéologique qui l'a fait connaitre, situé en Dobroudja roumaine.

## Chronologie
La culture de Cernavodă, d'environ 4000 à 3200 av. J.-C., a succédé à peu près sur la même aire géographique à la culture de Karanovo, qui montre des traces de destruction à la charnière des deux cultures.

## Extension géographique
La culture de Cernavodă s'est développée le long de la côte nord-ouest de la mer Noire, dans les basses vallées des fleuves Danube, Prout, Dniestr, Boug méridional et Dniepr, de la Bulgarie à l'Ukraine.

## Description
Cette culture est caractérisée par des établissements défensifs implantés au sommet des collines. La céramique et les sépultures ressemblent à celles de la culture de Sredny Stog, située un peu plus à l'est dans la steppe pontique.

## Linguistique
Pour David Anthony, le mouvement Suvorovo-Cernavodă I, dans la basse vallée du Danube et dans les Balkans orientaux, vers 4300 av. J.-C., aurait séparé une partie des locuteurs du proto-indo-européen des populations pontiques restées dans les steppes et qui se sont développées plus tard en Proto-Indo-Européens tardifs et culture Yamna. Cet évènement aurait mis en contact les populations de Cernavodă avec des agriculteurs d'origine anatolienne et entrainé un brassage génétique entre les deux populations. Dans cette vision, la culture de Cernavodă aurait été à l'origine de la branche anatolienne des langues indo-européennes (hittite et louvite), qui allait occuper l'Anatolie au IIIe millénaire av. J.-C..
La région des Balkans orientaux fut occupée plus tard par les Daces et les Thraces, qui représentent une autre branche indo-européenne disparue.